# محوطه خرماله کول
محوطه خرماله کول مربوط به هزاره اول قبل از میلاد است و در شهرستان طالقان، روستای نویز واقع شده و این اثر در تاریخ ۱۲ بهمن ۱۳۸۱ با شمارهٔ ثبت ۷۲۴۰ به‌عنوان یکی از آثار ملی ایران به ثبت رسیده است.